# Broken Arrow (wojskowość)
Broken Arrow (również: Pinnacle-Broken Arrow; ang. złamana strzała) – termin używany przez amerykańskie siły zbrojne na określenie wypadku z bronią jądrową, który nie stanowi zagrożenia wybuchu konfliktu jądrowego.
Termin jest używany na określenie sytuacji takich jak:
- Przypadkowe detonacje jądrowe lub takie których przyczyny nie są znane
- Niejądrowe detonacje lub pożary broni jądrowej
- Skażenie jądrowe
- Utrata urządzenia lub broni jądrowej w trakcie transportu, wraz z lub bez utraty środka transportu
- Wystrzelenie broni jądrowej lub jej elementu
- Zagrożenie dla ludności cywilnej, faktyczne lub możliwe.

Do września 2013 roku amerykański Departament Obrony stwierdzał oficjalnie zaistnienie 32 incydentów określanych jako Broken Arrow, w tym: 
- 1950 – katastrofa samolotu B-36 w Kolumbii Brytyjskiej
- 1956 – zaginięcie samolotu B-47
- 1958 – przypadkowe zrzucenie bomby jądrowej (bez materiału rozszczepialnego) z samolotu B-47 nad Mars Bluff
- 1958 – zderzenie samolotów nad Tybee Island
- 1961 – katastrofa B-52 około Yuba City
- 1961 – katastrofa B-52 koło Goldsboro
- 1961 – katastrofa B-52 koło Savage Mt.
- 1965 – wypadek samolotu A-4 nad Morzem Filipińskim
- 1966 – Katastrofa lotnicza pod Palomares
- 1968 – katastrofa B-52 w bazie sił powietrznych Thule
- 1980 – wypadek w Damascus.

## W kulturze popularnej
Termin został użyty jako tytuł filmu (w Polsce pod tytułem „Tajna Broń”) reżysera Johna Woo, opowiadającym o celowym zrzuceniu bomby jądrowej przez zbuntowanego pilota fikcyjnego bombowca B-3 (bazującego na B-2), przejętej następnie przez terrorystów grożących detonacją jeśli nie otrzymają okupu.